# Виларинью-да-Каштаньейра
Виларинью-да-Каштаньейра (порт. Vilarinho da Castanheira)  —  населённый пункт и район в Португалии,  входит в округ Браганса. Является составной частью муниципалитета  Карразеда-де-Ансьянш. По старому административному делению входил в провинцию Траз-уж-Монтиш и Алту-Дору. Входит в экономико-статистический  субрегион Доуру, который входит в Северный регион. Население составляет 772 человека на 2001 год. Занимает площадь 29,10 км².